# Le Pin-en-Mauges
Le Pin-en-Mauges és un municipi francès situat al departament de Maine i Loira i a la regió de País del Loira. L'any 2007 tenia 1.276 habitants.

## Demografia

### Població
El 2007 la població de fet de Le Pin-en-Mauges era de 1.276 persones. Hi havia 431 famílies de les quals 103 eren unipersonals (57 homes vivint sols i 46 dones vivint soles), 141 parelles sense fills, 179 parelles amb fills i 8 famílies monoparentals amb fills.
La població ha evolucionat segons el següent gràfic:
Habitants censats

### Habitatges
El 2007 hi havia 471 habitatges, 441 eren l'habitatge principal de la família, 6 eren segones residències i 23 estaven desocupats. 454 eren cases i 16 eren apartaments. Dels 441 habitatges principals, 308 estaven ocupats pels seus propietaris, 129 estaven llogats i ocupats pels llogaters i 5 estaven cedits a títol gratuït; 22 tenien dues cambres, 59 en tenien tres, 110 en tenien quatre i 251 en tenien cinc o més. 396 habitatges disposaven pel capbaix d'una plaça de pàrquing. A 197 habitatges hi havia un automòbil i a 225 n'hi havia dos o més.

### Piràmide de població
La piràmide de població per edats i sexe el 2009 era:
| Homes | Edats   | Dones |
| ----- | ------- | ----- |
| 0     | 95 o +  | 4     |
| 8     | 90 a 94 | 16    |
| 8     | 85 a 89 | 20    |
| 0     | 80 a 84 | 8     |
| 24    | 75 a 79 | 36    |
| 20    | 70 a 74 | 32    |
| 32    | 65 a 69 | 8     |
| 8     | 60 a 64 | 36    |
| 16    | 55 a 59 | 12    |
| 36    | 50 a 54 | 32    |
| 76    | 45 a 49 | 52    |
| 28    | 40 a 44 | 44    |
| 44    | 35 a 39 | 24    |
| 48    | 30 a 34 | 28    |
| 68    | 25 a 29 | 24    |
| 40    | 20 a 24 | 48    |
| 60    | 15 a 19 | 52    |
| 12    | 10 a 14 | 52    |
| 52    | 5 a 9   | 24    |
| 20    | 0 a 4   | 20    |

## Economia
El 2007 la població en edat de treballar era de 778 persones, 588 eren actives i 190 eren inactives. De les 588 persones actives 554 estaven ocupades (297 homes i 257 dones) i 34 estaven aturades (15 homes i 19 dones). De les 190 persones inactives 65 estaven jubilades, 67 estaven estudiant i 58 estaven classificades com a «altres inactius».

### Ingressos
El 2009 a Le Pin-en-Mauges hi havia 461 unitats fiscals que integraven 1.233 persones, la mediana anual d'ingressos fiscals per persona era de 16.302 €.

### Activitats econòmiques
Dels 49 establiments que hi havia el 2007, 1 era d'una empresa extractiva, 2 d'empreses alimentàries, 1 d'una empresa de fabricació de material elèctric, 1 d'una empresa de fabricació d'altres productes industrials, 12 d'empreses de construcció, 10 d'empreses de comerç i reparació d'automòbils, 2 d'empreses d'hostatgeria i restauració, 5 d'empreses financeres, 2 d'empreses immobiliàries, 4 d'empreses de serveis, 7 d'entitats de l'administració pública i 2 d'empreses classificades com a «altres activitats de serveis».
Dels 14 establiments de servei als particulars que hi havia el 2009, 1 era una oficina bancària, 1 taller de reparació d'automòbils i de material agrícola, 1 paleta, 2 guixaires pintors, 5 fusteries, 1 lampisteria, 1 perruqueria i 2 restaurants.
Dels 6 establiments comercials que hi havia el 2009, 1 era un supermercat, 1 una botiga de menys de 120 m², 1 una fleca, 1 una llibreria, 1 una botiga de roba i 1 una floristeria.
L'any 2000 a Le Pin-en-Mauges hi havia 40 explotacions agrícoles que ocupaven un total de 1.470 hectàrees.

## Equipaments sanitaris i escolars
El 2009 hi havia 1 psiquiàtric i 1 farmàcia.
El 2009 hi havia una escola elemental.

## Poblacions més properes
El següent diagrama mostra les poblacions més properes.